# Stenotarsus incertus
Stenotarsus incertus es una especie de coleóptero de la familia Endomychidae.

## Distribución geográfica
Habita en Papúa Nueva Guinea.